# RTS Info
RTS Info désigne les plates-formes d'actualité quotidiennes de la Radio télévision suisse (RTS) : ses principaux journaux télévisés (12 h 45, 19 h 30, Couleurs locales), radiophoniques (Journal du matin, 12:30, Forum) ainsi que son site et son application mobile (RTS Info).
La création de la marque « RTS Info » fait suite à la fusion, début 2010, de la Radio suisse romande (RSR) et de la Télévision suisse romande (TSR) en une seule entité de service public : la Radio télévision suisse.
Le 29 février 2012, la Radio télévision suisse a lancé le site web d'actualité, en remplacement des sections dédiées à l'info des sites rsr.ch et tsr.ch. Il propose des vidéos et des audios produits par les rédactions de la RTS, ainsi que des articles, des dossiers et des photos d'actualité.
RTS Info désigne également l'application mobile que la RTS a développé pour les smartphones, qui permet de consulter les contenus multimédias disponibles sur le site.
Le retour de la TNT permet l'arrivée de cette chaîne en mars 2021 sur le réseau hertzien. RTS Info est diffusée depuis les émetteurs de La Dôle, du Salève et du Chasseral.

## Programmes
- Vidéos des actualités les plus récentes (mise à jour en permanence durant la journée)
- Rediffusions de plusieurs sujets des journaux de 12 h 45, 18 h 55 et 19 h 30
- Météo
- Revue de presse par webcam depuis les rédactions de plusieurs quotidiens romands
- Actualités sous forme de texte (diffusion régulière en plein écran et en permanence en bas de l'écran)

## Identité visuelle

### Logos

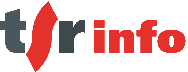
Logo de TSR Info du 26 décembre 2006 au 29 février 2012.
Logo de RTS Info du 29 février 2012 au 26 août 2019.
Logo de RTS Info du 26 août 2019 au 21 août 2023.
Logo de RTS Info depuis le 21 août 2023.